# مهمان ما باش
«مهمانِ ما باش» (انگلیسی: Be Our Guest) آهنگی است که توسط هاوارد اشمن و آلن منکن، آهنگساز، برای سی‌امین انیمیشن بلند سینمایی والت دیزنی پیکچرز، دیو و دلبر (فیلم ۱۹۹۱) نوشته شده است. «مهمان ما باش» که توسط جری اورباک، بازیگر آمریکایی و آنجلا لنسبوری، بازیگر انگلیسی، به ترتیب در نقش لومیِر و خانم پاتس ضبط شده است، یک شماره موزیکال با الهام از برادوی در مقیاس بزرگ است که در نیمه اول فیلم دیو و دلبر اجرا می‌شود؛ خدمتکاران قلعه که اشیاء شده‌اند در تلاشی استادانه برای استقبال از بل هستند. منکن در ابتدا قصد داشت ملودی «مهمان ما باش» موقتی باشد، اما در نهایت نتوانست ملودی رضایت‌بخشی بسازد که بتواند آن را جایگزین کند. این آهنگ در ابتدا برای موریس، پدرِ بل، در نظر گرفته شده بود. با این حال، «مهمان ما باش» باید به طور کامل با تکامل داستان بازنویسی می‌شد تا تمرکز خود روی بل قرار دهد.
‌